# George Eastham
George Edward Eastham OBE (Blackpool, 23 de setembro de 1936 – 20 de dezembro de 2024) foi um futebolista inglês, conhecido por suas passagens pelo Newcastle United, Arsenal e Stoke City, além de ter sido um jogador da Seleção Inglesa que venceu a Copa do Mundo de 1966. No entanto, ele também é lembrado por seu envolvimento em um caso de tribunal de 1963, que provou ser um marco na melhoria da liberdade dos jogadores de se movimentar entre os clubes.

## Carreira
Eastham começou sua carreira no Ards, da Irlanda do Norte, antes de voltar para a Inglaterra para jogar no Newcastle United em 1956.
Ele se tornou um bom atacante para os "Magpies", mas depois chocou o clube exigindo uma transfências. Eastham levou seu caso para os tribunais e venceu seu caso, com isso ele se transferiu para o Arsenal.
Eastham passou seis temporadas no Highbury fazendo 223 partidas e marcando 41 gols pelo "Gunners" antes de se transferir para o Stoke City em 1966. Sua experiência ajudou o Stoke a ter sucesso no início dos anos 70 e Eastham marcou o gol da vitória na final da Copa da Liga de 1972.
Ele também passou algum tempo na África do Sul jogando pelo Cape Town City e pelo Hellenic antes de retornar ao Stoke para se tornar auxiliar técnico de Tony Waddington.
Quando Waddington foi demitido em março de 1977, Eastham foi nomeado treinador, mas não conseguiu impedir que o Stoke fosse rebaixado na temporada 1976-77 e, depois de falhar na temporada seguinte, Eastham foi demitido em janeiro de 1978.

## Pós Carreira e Morte
Depois de deixar o emprego no Stoke, ele deixou o futebol profissional completamente e emigrou para a África do Sul em 1978. Ele montou seu próprio negócio, além de ser treinador de futebol para crianças locais (sendo um adversário notável contra o Apartheid). Ele também era presidente do South African Arsenal Supporters' Club.
Eastham morreu aos 88 anos em 20 de dezembro de 2024.

## Títulos
- Copa da Liga: 1971–72

- Copa do Mundo: 1966

- United Soccer Association All-Star Team: 1967[5]
- PFA Merit Award: 1976
- OBE: 1973